# Barybas variipennis
Barybas variipennis är en skalbaggsart som beskrevs av Moser 1921. Barybas variipennis ingår i släktet Barybas och familjen Melolonthidae. Inga underarter finns listade.